# 질주 (1994년 드라마)
《질주》는 1994년 2월 27일 ~ 1994년 7월 10일까지 방영된 SBS 일요아침드라마이며 직장을 가진 여성들의 고민인 가정과 직장을 어떻게 조화롭게 꾸며갈지를 구체적으로 그려보이겠다는 의지로 이 드라마를 기획했으나 애인의 마음을 시험하기 위해 후배를 끌어들이는 등의 사랑놀음으로 일관하여 성적 부진을 면치 못했고 이 때문에 18회로 조기종영될 예정이었지만 후속작 캐스팅 문제 때문에 1편 늘린 19회로 막을 내렸다.

## 소개
디자인 회사의 여사원들이 남성중심 사회에서 능력을 발휘, 진취적인 삶을 개척하면서 슬기롭게 가정을 꾸려나가는 모습을 그린 드라마이다.

## 출연진
- 이영애 : 오정은 역. 명문대를 졸업한 미모의 디자이너.
- 이아로 : 문희서 역. 오정은의 직장 동료이자 라이벌.
- 권기선 : 박남경 역.
- 권재희 : 이명주 역.
- 방은진
- 정하완
- 윤철형 : 윤지훈 역.
- 이상숙 : 홍 과장 역.
- 차철순 : 조경모 역.
- 강인덕 : 장 부장 역.
- 장미자 : 손 여사 역.
- 맹상훈 : 강동규 역.
- 윤해영 : 강동희 역.
- 지윤환 : 강은수 역.
- 오영갑 : 원 실장 역.
- 홍일권 : 유제현 역.
- 강영아 : 영란 역.
- 정재곤 : 세준 역.
- 정윤요
- 송민준
- 최수미
- 장혜정
- 김재우
- 라재웅

## 방영목록
제1화 페어플레이
제2화 진실게임
제3화 바람바람바람
제4화 스타탄생
제5화 신 로미오와 줄리엣
제6화 봄바람
제7화 운수 좋은 날
제8화 관계
제9화 위험한 게임
제10화 안되요 부장님
제11화 남과여
제12화 꽃들의 전쟁
제13화 빵선배와 조련사
제14화 사랑은 블랙커피처럼(전편)
제15화 사랑은 블랙커피처럼(후편)
제16화 화려한 날의 축배
제17화 웬 여우?웬 천사?
제18화 도둑님의 자존심
제19화 미래로 행진곡(최종회)

## 결방
- 1994년 6월 19일 - 8시 20분부터 월드컵 축구 <콜롬비아 VS 루마니아> 중계 편성에 따라[4] 《축구왕 슛돌이》가 10시 30분으로 이동하여 <전격 테크노퀴즈>와 동시 결방